# Acropyga trinitatis
Acropyga trinitatis é uma espécie de formiga do gênero Acropyga, pertencente à subfamília Formicinae.